# 1918 (szám)
Az 1918 (római számmal: MCMXVIII) az 1917 és 1919 között található természetes szám.

## A matematikában
A tízes számrendszerbeli 1918-as a kettes számrendszerben 11101111110, a nyolcas számrendszerben 3576, a tizenhatos számrendszerben 77E alakban írható fel.
Az 1918 páros szám, összetett szám, szfenikus szám. Kanonikus alakja 191 · 1011, normálalakban az 1,918 · 103 szorzattal írható fel. Nyolc osztója van a természetes számok halmazán, ezek növekvő sorrendben: 1, 2, 7, 14, 137, 274, 959 és 1918.
Hétszögszám.
Az 1918 egyetlen szám valódiosztóösszeg-függvényeként áll elő, ez a 3266.